# 건어물

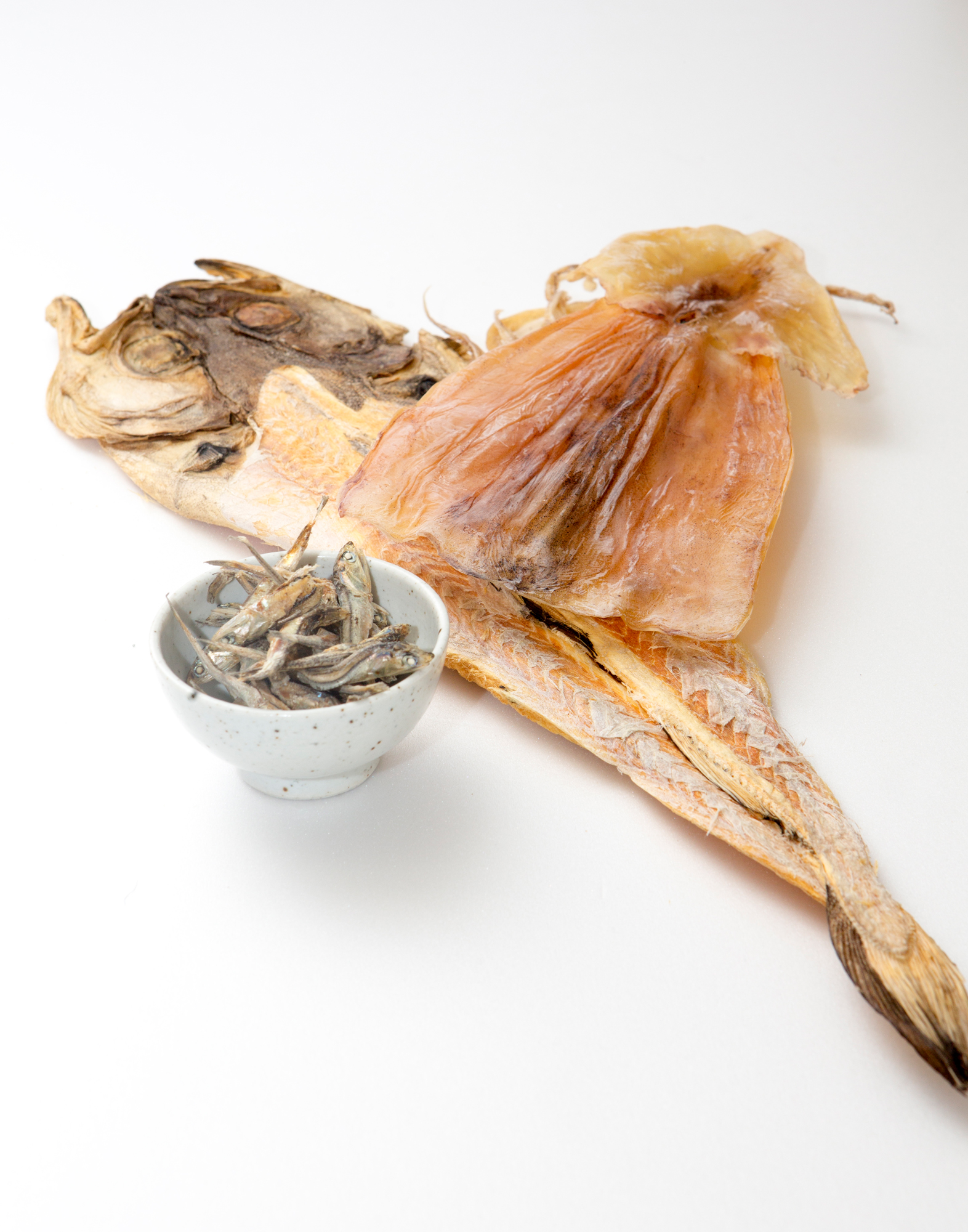
건어물

건어물(乾魚物, dried seafood)은 생선 등 어물을 말린 식품이다. 생선이나 조개류를 건조하여 수분 함량을 일정 비율 이하로 낮추면 미생물이 생기는 것을 막아 오래 두고 먹을 수 있다.
한국 요리의 황태(북어), 보리굴비나 과메기가 대표적이다.

## 같이 보기
- 마른 생선
- 마른 새우
- 어란
- 어포

## 참고 자료
- 이 문서에는 다음커뮤니케이션(현 카카오)에서 GFDL 또는 CC-SA 라이선스로 배포한 글로벌 세계대백과사전의 내용을 기초로 작성된 글이 포함되어 있습니다.